# Polyjet postopek
Polyjet postopek je eden izmed postopkov hitre izdelave prototipov, ki so se pojavili v zadnjih 20. letih, kolikor je preteklo od pojava stereolitografije, na trgu.
Kot za vse ostale postopke hitre izdelave prototipov tudi za PolyJet potrebujemo trirazsežen model, izdelan  z enim od CAD paketov, zapisan v STL formatu.
Jedro naprave je tiskalna glava, takšna kot jo poznamo iz velikih industrijskih tiskalnikov za tiskanje reklamnih letakov. Le-ta namesto barve nanaša tekočo zmes reaktivnih monomerov in oligomerov, ki polemizirajo pod vplivom ultravijolične svetlobe.
Izdelek je tako takoj pripravljen za uporabo in ne potrebuje nobene naknadne obdelave, razen odstranjevanja podpornega gradiva, ki ga odstranimo s pomočjo visokotlačne črpalke in vode. Lahko pa izdelek tudi peskamo, poliramo, pobarvamo ali kako drugače obdelamo. Izdelki so primerni tudi kot pramodeli za izdelavo silikonskih kalupov, za postopek vakumskega litja v silikonskih kalupih, ob uporabi posebnih zgorevalnih komor pa tudi za postopke litja z izgubljenim jedrom.

## Delovanje
Celoten postopek izdelave prototipa po PolyJet tehnologiji se začne s pripravo modela. Za to uporabimo programsko opremo, v katero uvozimo STL datoteko modela. V grafičnem okolju poskrbimo za optimalno postavitev modela na pladnju čemur sledi avtomatska določitev podpor in razslojitev modela v navpični smeri. Sledi pošiljanje posameznih slojev tiskalniku, ki jih prevzame in zaporedno nanaša na pladenj. Postopek nanašanja posameznih slojev je popolnoma enak postopku, kot ga poznamo pri t.i »inj jet« tiskalnikih, le da je tu precej preprostejši, saj praktično tiskamo le dvobarvne bitne slike. Vsak posamezen sloj namreč predstavlja prerez modela z dodanim podpornim gradivom. Prerez je tako bitna slika, na kateri je prerezna ploskev modela in podpor.
Ploskev lahko torej predstavimo z dvema barvama, od katerih je ena model, druga pa podpora. Dejansko tiskalnik na ploskev modelne barve nanese modelno gradivo, na ploskev podporne barve pa podporno gradivo.
Za nanos na pladenj skrbi piezo-električna tiskalna glava, ki jo sestavlja 1.536 šob, skozi katere teče tok 10.000 kapljic na sekundo. Gradivo, ki je v tekočem stanju, se v glavi nahaja v posebnih vsebnikih, kjer se ogreje na delovno temperaturo tiskalne glave (70 °C). Gradivo je spravljeno v plastenkah, zaščitenih pred svetlobo, le-te se direktno vstavijo v sprejemno mesto naprave. Od tu ga cevna črpalka potiska po cevovodu do vsebnika v tiskalni glavi. Tiskalna glava brizga na kovinski podstavek, ki se po vsakem nabrizganem sloju umakne za debelino sloja navzdol, nakar se postopek ponovi z naslednjim slojem. Vsak nanesen sloj ob nanosu polimerizira zaradi ultravijolične svetlobe, ki prihaja iz dveh UV-žarnic pritrjenih na oba konca tiskalne glave.